# Lorschi kapucsarnok

A kapucsarnok nyugati oldala

A lorschi kapucsarnok a késő-karoling építészet kiemelkedő alkotása, egykoron a lorschi kolostor részét képezte és valószínűleg 800 körül épült, Német Lajos idején (régebben Nagy Károly korára időzítették). A kolostor maga nem maradt meg, de a kapucsarnokot, mint utolsó még meglévő épületrészt 1991-ben az egyéb építészeti és archeológiai anyaggal az UNESCO a Világörökség részévé nyilvánította. A régészeti feltárás alapján arra lehet következtetni, hogy a csarnok eredetileg is egyedül állt, azonban eredeti funkciója máig ismeretlen. Lehetett könyvtár, bírósági tárgyalóterem, fogadóterem, királyi szálláshely vagy akár a lorschi nazarius-relikvia épülete, akár diadalkapu (az alsó átjárható rész). Szintén elképzelhető, hogy az épületet több célra is használták. A falak belső újradíszítése és újrafestése utalhat arra, hogy már a karolingi időben új funkciót kapott az épületet.

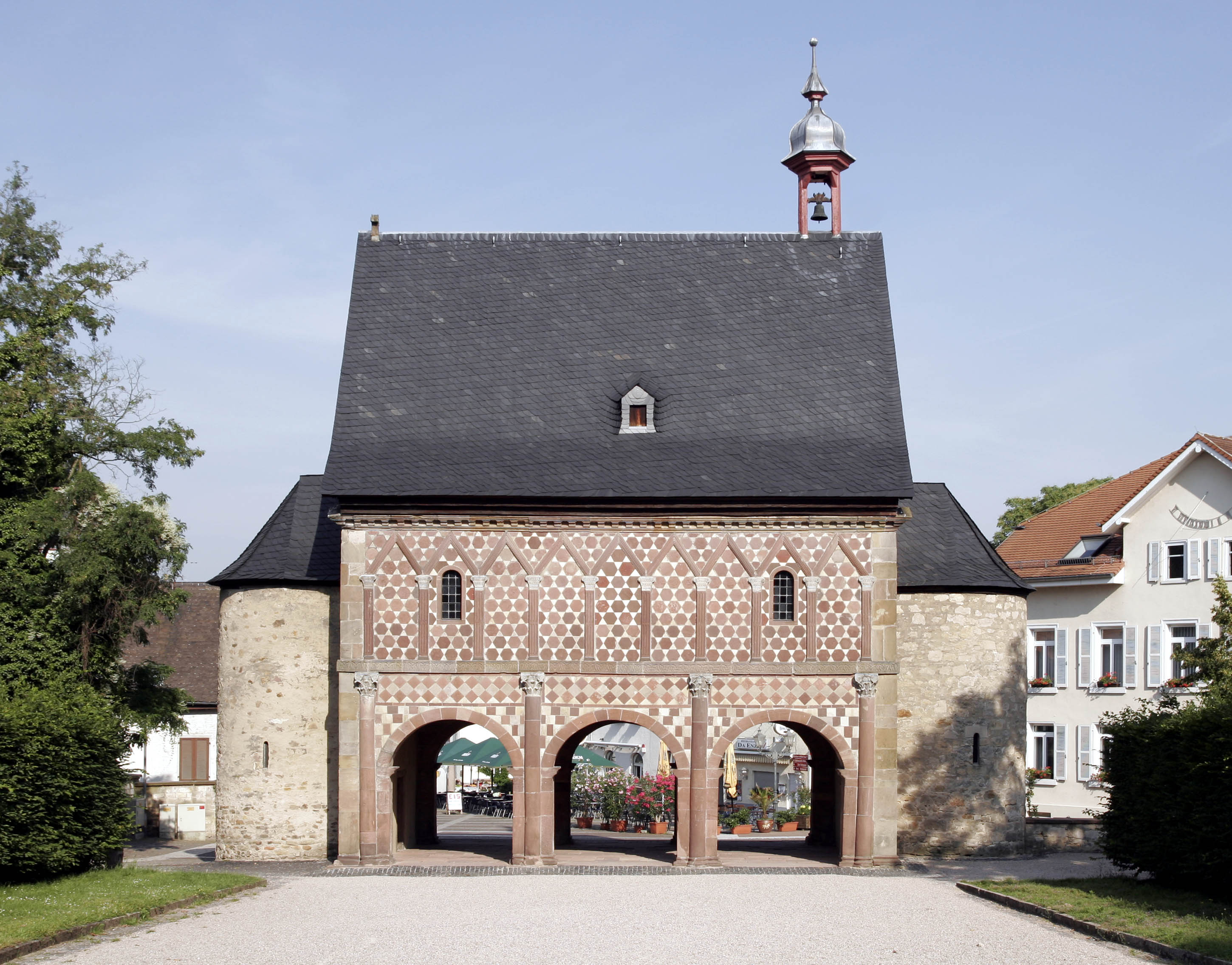
A kapucsarnok keleti oldala

A földszinti nyílt kapucsarnokot három félkör alakú, zárt és egymagasságú boltív határolja el egymástól, melyeket jól kivehető pilaszterek hangsúlyoznak. Ezek folytatása az emeleti szinten azonban már csak díszítés - egyfajta hornyolt dombormű. Az oszlop- ill. pontosabban pilaszterfők ión stílusban készültek, bár jellegzetesen korinthoszi akantuszdíszítéssel. A háromszögletű oromzat kialakításában valószínűleg a helyi hagyományok is szerepet játszottak. A falak külső felületét a földszinten négyszögletű, az emeleten három- illetve hatszögletű, vörös és fehér homokkőlapokkal borították. Az emeleti szinten a pilasztereket végül fogazott vonal-dombormű zárja. Éppen a földszinti és emeleti pilaszterek kettőssége az, amelyben olyan nyilvánvalóan megmutatkozik egyfelől az ókori római hagyományok megőrzésének szándéka, másrészt ezen hagyományok leegyszerűsítése illetve újraértelmezésüknek az igénye.

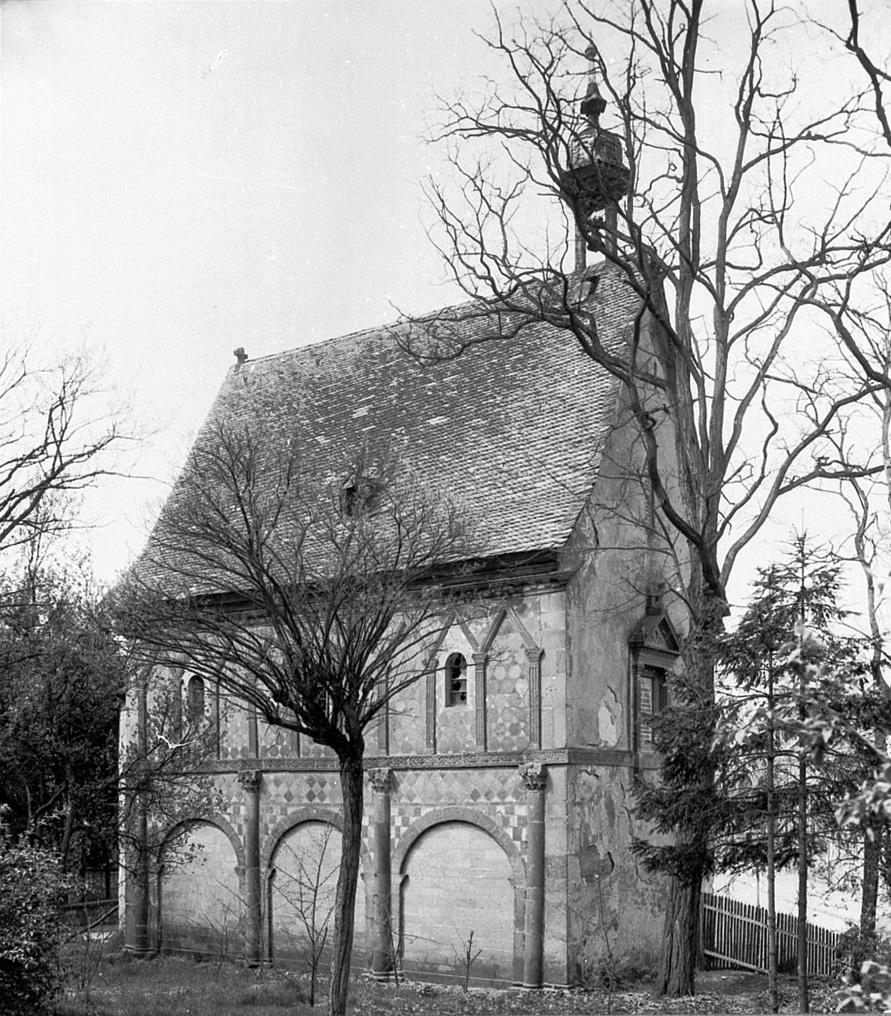
A kapucsarnok keleti oldala, 1900-as állapot

## Lásd még
- Karoling művészet